# Platyceps najadum schmidtleri
Platyceps najadum schmidtleri är en underart till ormen Platyceps najadum som ingår i familjen snokar.
Underarten förekommer i Iran i bergstrakten Zagros.